# Hidròxid d'alumini
L'hidròxid d'alumini, Al(OH)₃, és una pols sòlida de color blanc i amorfa. Recentment preparat acostuma a presentar-se com un gel (degut a la presència d'aigua) incolor o lleugerament blanquinós que, al assecar-se, forma la pols blanca. L'Al(OH)₃ apareix en la natura com el mineral de gibbsita. Estan estretament relacionats els compostos hidròxid d'òxid d'alumini, AlO(OH), i òxid d'alumini, Al₂O₃, que, conjuntament amb l'hidròxid d'alumini, són els components principals del mineral o mena d'alumini, la bauxita.

## Propietats
L'hidròxid d'alumini és amfotèric. En condicions àcides, es dissol formant el catió hexaaquaalumini (III) [Al(H₂O)₆]3+ i en condicions fortament bàsiques, es forma l'anió tetrahidroxoaluminat [Al(OH)₄]-. Aquests són els principals ions en solucions diluïdes; en solucions concentrades, es formen ions polimèrics que poden ser bastant complexos.
Les sals de l'anió Al(OH)₄- o similar, per exemple AlO₂-, de vegades són anomenades aluminats. El Al(OH)₃ té una massa molar de 78.01.
Quan és usat, l'hidròxid d'alumini neutralitza l'excés d'àcid. Per exemple, Al(OH)₃ + 3HCl dona com a resultat AlCl₃ + 3H₂O.

## Farmacologia
Farmacològicament aquest compost, també conegut com a Alu-Cap o Aludrox, és usat com un antiàcid. Aquest s'enllaça amb l'excés d'àcid en l'estómac, per tant reduint la seva acidesa. Aquesta disminució de l'acidesa del contingut de l'estómac a continuació pot ajudar a alleujar els símptomes d'úlceres, pirosi o dispèpsia. També pot causar restrenyiment i, per tant, sovint s'usa amb carbonat de magnesi. Per a la gent que sofreix d'insuficiència renal, aquest compost també és usat com quelant de fosfat per a controlar els nivells de fosfat a la sang. No obstant això, hi ha escrits no verificats encara proclamant que el consum excessiu d'alumini és una causa de la malaltia d'Alzheimer.